# Penelope Plummer

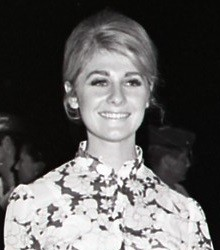
Penelope Plummer

Penelope Plummer sinh ra tại Kempsey, bang New South Wales và là người chiến thắng trong cuộc thi Hoa hậu Thế giới 1968 tổ chức tại Luân Đôn đại diện cho Úc và trở thành người Úc đầu tiên chiến thắng trong cuộc thi này.
| Tứ đại Hoa hậu (1968)               | Tứ đại Hoa hậu (1968)             | Tứ đại Hoa hậu (1968)                    | Tứ đại Hoa hậu (1968) |
| ----------------------------------- | --------------------------------- | ---------------------------------------- | --------------------- |
| Hoa hậu Hoàn vũ Martha Vasconcellos | Hoa hậu Thế giới Penelope Plummer | Hoa hậu Quốc tế Maria da Gloria Carvalho | Hoa hậu Trái đất none |